# Netcompany
Netcompany er et dansk børsnoteret IT-selskab med hovedsæde i København. Siden grundlæggelsen i 1999 er selskabet vokset både på hjemmemarkedet og internationalt og har i dag 10 kontorer fordelt i 6 lande.
I juini 2024 havde Netcompany mere end 7800 ansatte i selskabets kontorer i Danmark, England, Norge, Holland, Polen, Vietnam og Grækenland.
Selskabet leverer end-to-end IT services fra rådgivning og udvikling til implementering og drift til en kundebase bestående af store og mellemstore nordeuropæiske virksomheder fra forskellige industrier i de private og offentlige sektorer.

## Historie
Selskabet blev grundlagt i 1999 af André Rogaczewski (CEO), Claus Jørgensen (COO) og Carsten Gomard.
I 2005 ekspanderede selskabet til Polen med åbning af et kontor i Warszawa.
Netcompany var privatejet indtil 2006, hvor den danske kapitalfond Axcel opkøbte majoriteten af selskabets aktier. I begyndelsen af 2011 tilbagekøbte grundlæggerne aktierne fra Axcel .
I december 2015 opkøbte den norske kapitalfond FSN Capital lige over halvdelen af selskabet. Ifølge Dagbladet Børsen var salgsprisen 1,1 millarder danske kroner .
Det nye ejerskab og kapitalindskuddet signalerede begyndelsen på selskabets nordeuropæiske ekspansion, først med opkøbet af det norske IT-selskab Mesan AS i Oslo, som på daværende tidspunkt havde omtrent 150 ansatte .
I januar 2017 rundede selskabet 1000 ansatte, og blev dermed den første nystartede danske virksomhed i 20 år til at opnå dette.
I oktober 2017 foretog Netcompany sit andet opkøb – denne gang af britiske Hunter Macdonald . Selskabet der netop var blevet kåret til Storbritanniens hurtigst voksende IT Services selskab havde på dette tidspunkt 250 ansatte (hvoraf 100 var placeret i selskabets to kontorer i Vietnam).
D. 7 juni 2018 bød Nasdaq Copenhagen Netcompany Group A/S velkommen på fondsbørsen .
I det efterfølgende forår i 2019 opkøbte Netcompany det Hollandske IT-selskab Qdelft, som lå i byen Delft med en stab på ca. 100 ansatte .

## Ydelser
Netcompanys portefølje af ydelser strækker sig over IT rådgivning, udvikling og implementering til change management, vedligehold og drift.

## Digital Dogme
I april 2018 lancerede Netcompany opkvalificeringsinitiativet Digital Dogme i samarbejde med Danske Bank, TDC og Københavns Lufthavne.
Formålet med initiativet er at afhjælpe den stigende mangel på IT-specialister i Danmark ved at opdyrke IT-færdigheder hos medarbejdere uden formel IT-faglig baggrund. I dag er flere end 30 større virksomheder en del af bevægelsen.

## Datterselskaber
- Netcompany UK Ltd.
- Netcompany Norway AS
- Netcompany Poland Sp. Z o.o.
- Netcompany Netherlands B.V.
- Netcompany Vietnam Company Ltd.

## Eksterne links
- http://www.netcompany.com/